# Irene Abel
Irene Abel (Berlín Este, Alemania; 2 de febrero de 1953) es una gimnasta artística alemana que, compitiendo con Alemania del Este, consiguió ser subcampeona olímpica en 1972 en el concurso por equipos.

## Carrera deportiva
En los JJ. OO. de Múnich de 1972 gana la plata por equipos, tras la Unión Soviética y por delante de Hungría (bronce).
En el Mundial celebrado en Varna (Bulgaria) en 1974 gana una vez más la plata por equipos, tras la Unión Soviética (oro) y por delante de Hungría (bronce), siendo sus compañeras de equipo: Angelika Hellmann, Annelore Zinke, Bärbel Röhrich, Heike Gerisch y Richarda Schmeißer.